# Immersive sim
Un immersive sim (simulation immersive) est un genre de jeu vidéo qui met l'accent sur les choix du joueur. Sa principale caractéristique repose sur l'utilisation de systèmes de simulation qui répondent à une variété d'actions du joueur, combinées à l'accès à un large éventail de capacités. Cela permet de mettre en place des solutions créatives et variées comprises par le jeu, impliquant des situations de gameplay émergent dépassant le cadre de ce qui avait été initialement conçues par les développeurs. À ne pas confondre avec les systèmes de jeu qui laissent place au choix du joueur dans un sens restreint ou des systèmes qui laissent au joueur la possibilité d'échapper facilement aux conséquences de ses actes.
Les immersive sims, par définition, permettent des approches multiples et incorporent généralement des éléments d'autres genres, comme les jeux de rôle (RPG), de l'infiltration, des jeux de tir à la première personne (FPS), des jeux de plates-formes ou même du survival horror. Bien qu'ils proposent généralement des environnements plus réduits par rapport aux jeux en monde ouvert, ils tendent vers un gameplay non linéaire, permettant au joueur de progresser comme il le souhaite et de remplir des quêtes secondaires au fil de l'intrigue principale,. Les immersive sims sont généralement associés aux jeux développés par Looking Glass Studios et Arkane Studios. Le premier jeu vidéo communément reconnu comme un immersive sim est Ultima Underworld (1992). On peut également citer Dark Project : La Guilde des voleurs (1998) et Dark Project 2 : L'Âge de métal (2000), System Shock (1994) et System Shock 2 (1999), ou encore le premier Deus Ex (2000). Chez Arkane, Dishonored et Prey sont deux immersive sims ayant une excellente réputation et considérés comme des chefs-d'œuvre du genre.
Le terme "immersive sim" peut également être utilisé pour décrire la philosophie de conception de jeux à la base du genre immersive sim : utiliser des systèmes de jeux interactifs, réactifs et cohérents afin de créer des situations de gameplay émergent et de donner au joueur une sensation d'autonomie,.

## Concept
Les immersive sims invitent le joueur à trouver sa voie au fil des niveaux et en complétant les quêtes, sans imposer les moyens par lesquels y parvenir. Un exemple concret pourrait être une situation où le personnage qu'incarne le joueur doit passer un garde. Le choix de la résolution revient au joueur : on pourrait tenter de se faufiler furtivement; en utilisant le parkour ou d'autres capacités semblables, se glisser derrière lui, à l'aide d'un équipement; trouver des passages cachés qui permettent de contourner le garde; créer une diversion qui éloigne le garde de son poste; convaincre ou soudoyer le garde afin qu'il nous ignore; ou simplement attaquer directement pour tuer ou étourdir le garde. Ces choix peuvent être limités par les compétences du personnage, l'inventaire et les conséquences du choix du joueur. Par exemple, tuer ou étourdir le garde pourrait mener à la découverte du corps, élevant ainsi le niveau d'alerte des autres gardes. Toutefois, cette conséquence peut être vue comme un inconvénient pour le joueur s'il adopte un tel comportement tout au long du jeu. Dans Dishonored, par exemple, il existe un système de "chaos" qui ajuste le comportement des gardes ennemis selon la violence et le désordre dont le joueur est à l'origine. Cela encourage le joueur à tenter différentes approches afin d'éviter de rendre les prochaines confrontations trop pénibles. Ce système a été supprimé dans Dishonored : La Mort de l'Outsider, ainsi que les quêtes optionnelles encourageant des approches alternatives lors des missions.
Warren Spector, alors employé chez Looking Glass Studios, dit que les immersive sims créent un sentiment de you are there, nothing stands between you and belief that you're in an alternate world (« vous êtes là et rien ne se tient entre vous et l'idée que vous êtes dans un monde alternatif »). De nombreux développeurs emblématiques des immersive sims les comparent à des jeux de rôles comme Donjons et Dragons, conduits par un bon maître de jeu, ou à des jeux de rôle grandeur nature, dans lesquels on retrouve un ensemble de règles indispensables pour que ça reste un jeu, un jeu qui réagira aux actions des joueurs plutôt que de forcer le joueur à se conformer à des actions précises. Le terme immersive sim est attribué à Warren Spector à la suite d'un retour d'expérience du développement de Deus Ex écrit en 2000, bien que Spector lui-même l'attribue plutôt à son collègue de Looking Glass Studio, Doug Church (en).
Mark Brown, dans sa série YouTube Game Maker's Toolkit identifie comme une caractéristique majeure le fait que les immersive sims ont moins tendance à utiliser des événements scriptés et prédéfinis. À la place, ils utilisent un ensemble cohérent de séries de règles et de systèmes tout au long du jeu. Le joueur peut ainsi profiter de ces systèmes cohérents pour compléter des objectifs d'une façon unique et imprévisible, le jeu réagissant aux décisions du joueur. Brown prend pour exemple le fait de pouvoir tirer des cordes à l'arc (pour grimper) sur n'importe quelle surface dans la version originale de Thief (1998), tandis que dans le Thief de 2014 les surfaces sur lesquelles les cordes peuvent être utilisées sont limitées, supprimant ainsi les éléments d'immersive sim. Rick Lane de PC Gamer remarque que bien que les premiers jeux de la série The Elder Scrolls n'étaient pas des immersive sims, The Elders Scrolls IV : Oblivion (2006) a fait basculer la série dans le genre immersive sim.
Les concepts des immersive sims sont conçus de manière que le joueur puisse s'imaginer plongé dans un monde cohérent. Aussi, les jeux utilisant des philosophies d'immersive sim n'ont pas besoin des systèmes de gameplay attribués généralement aux immersive sims. Un exemple notable est celui de Gone Home (2013), un jeu d'exploration narrative dans lequel le joueur doit examiner l'état et les objets d'une maison afin de reconstituer une série d'événements qui ont eu lieu, et qui ne proposent pas beaucoup d'autres mécaniques de jeu. Steve Gaynor de The Fullbright Company qui a devéloppé Gone Home, compare leur approche aux jeux de Looking Glass Studios, affirmant "It's really about this feeling of being in a place and the designers trusting you to progress through it in a meaningful way" (« Il est surtout question de se retrouver dans un lieu et les développeurs vous font confiance pour y progresser de manière pertinente. »)

## Histoire
Warren Spector considère Ultima VI: The False Prophet (1990) comme le premier jeu avec une mentalité d'immersive sim. Il repose moins sur les événements et les énigmes planifiées, et proposent plutôt ses règles et ses systèmes à travers un monde vivant qui permet au joueur d'inventer ses propres solutions aux situations. Spector décrit une partie de test d'Ultima VI qu'il considère comme la genèse du genre immersive sim : un testeur avait besoin d'un certain sort pour que son groupe passe une porte fermée, il a décidé d'utiliser une souris pour se glisser à travers des espaces réduits et accéder aux leviers pour ouvrir la porte, une situation que les développeurs n'avaient pas prévue .
Ultima Underworld (1992) est considéré comme le premier jeu qui réunit les éléments nécessaires pour faire un immersive sim selon Spector et d'autres. Il est construit sur le gameplay d’Ultima VI auquel on a ajouté une vue à la première personne, précédant Wolfenstein 3D, le jeu qui a lancé les jeux de tirs à la première personne (FPS), de quelques mois. La vue à la première personne a aidé à fixer l'impression que le joueur fait partie du monde du jeu dont il a entièrement contrôle et complète ainsi une impression d'immersion. Spector se rappelle s'être dit « Do you not realize that the entire world just changed ? » (« Te rends-tu compte que le monde entier vient de changer ? ») en voyant la première démo d'Ultima Underworld. D'autres exemples précurseurs sont System Shock (1994) et sa suite System Shock 2 (1999), Thief (2000), Deus Ex (2000), et Arx Fatalis (2002),. Cependant, au même moment, plus de jeux d'actions avec de forts éléments de narration ont suivi Wolfenstein 3D, comme Doom (1993) ou Half-Life (1998), et ont enregistré des ventes conséquentes, captant ainsi l'attention des éditeurs au détriment des immersive sims,.
Entre 2006-2008, plusieurs jeux sont apparus et ont réveillé l'intérêt pour les immersive sim, notamment The Elders Scrolls IV : Oblivion (2006), BioShock (2007), STALKER : Shadow of Chernobyl (2007) et Fallout 3 (2008),. Encouragé par ces titres populaires, d'autres titres ont complété la série Deus Ex, notamment Deus Ex: Human Revolution (2011), et ont réveillé des projets comme System Shock 3 (non sorti) et Underworld Ascendant (en) (2018). De nouvelles licences, comme Dishonored (2012) et Prey (2017) ont été développées sur le modèle des principes de conception des immersive sims,.
Bien que le genre immersive sim reçoive des succès critiques, les ventes sont variables. Le Deux Ex original s'est vendu à plus de 500 000 exemplaires (un nombre respectable, à l'époque), mais sa suite directe Deus Ex: Invisible War (2004) est considérée comme un échec commercial. Plus récemment, alors que Deux Ex : Human Revolution comptait 2,1 millions d'exemplaires vendus un mois après sa sortie, sa suite Deus Ex: Mankind Divided (2016) n'avait pas encore franchi le million d'exemplaire vendu un an après sa sortie. Dishonored 2 (2016), lui aussi, n'a pas atteint les ventes annoncées par le succès du premier opus. Même si Jody Macgregor de PC Gamer constate qu'il y a d'autres facteurs qui contribuent à des ventes moindres, notamment la concurrence, et les changements dans le marketing et l'approche d'une suite, on constate que les immersive sims nécessitent plus d'investissement de la part du joueur pour s'engager et comprendre le système d'interactions complexe, contrairement à d'autres types de jeux construits autour de mécaniques plus intuitives, rendant plus difficile la vente des immersive sims. Jordan Thomas, développeur sur les jeux Thief et BioShock, dit également que les immersive sims sont difficilement concevables pour des équipes réduites étant donné leur complexité, rendant inimaginable le développement d'un tel jeu en indépendant. Harvey Smith, d'Arkane, pense que les tendances de ventes récentes des immersive sims sont décevantes : il y aura toujours un marché, mais il est nécessaire d'avoir un équilibre entre le prix de développement et des ventes en baisse. Smith attribue les récentes ventes décevantes à une tendance générale chez les joueurs qui favorisent des jeux d'actions au rythme soutenu et comprenant des éléments de multijoueur, avec pour conséquence que les éditeurs se méfient des jeux ne comprenant pas ces éléments. Les immersive sims tendent naturellement à être des aventures solo nécessitant une approche réfléchie, mais Smith pense que le genre s'adaptera aux préférences des joueurs à l'avenir, en particulier chez les développeurs indépendants.

## Postérité

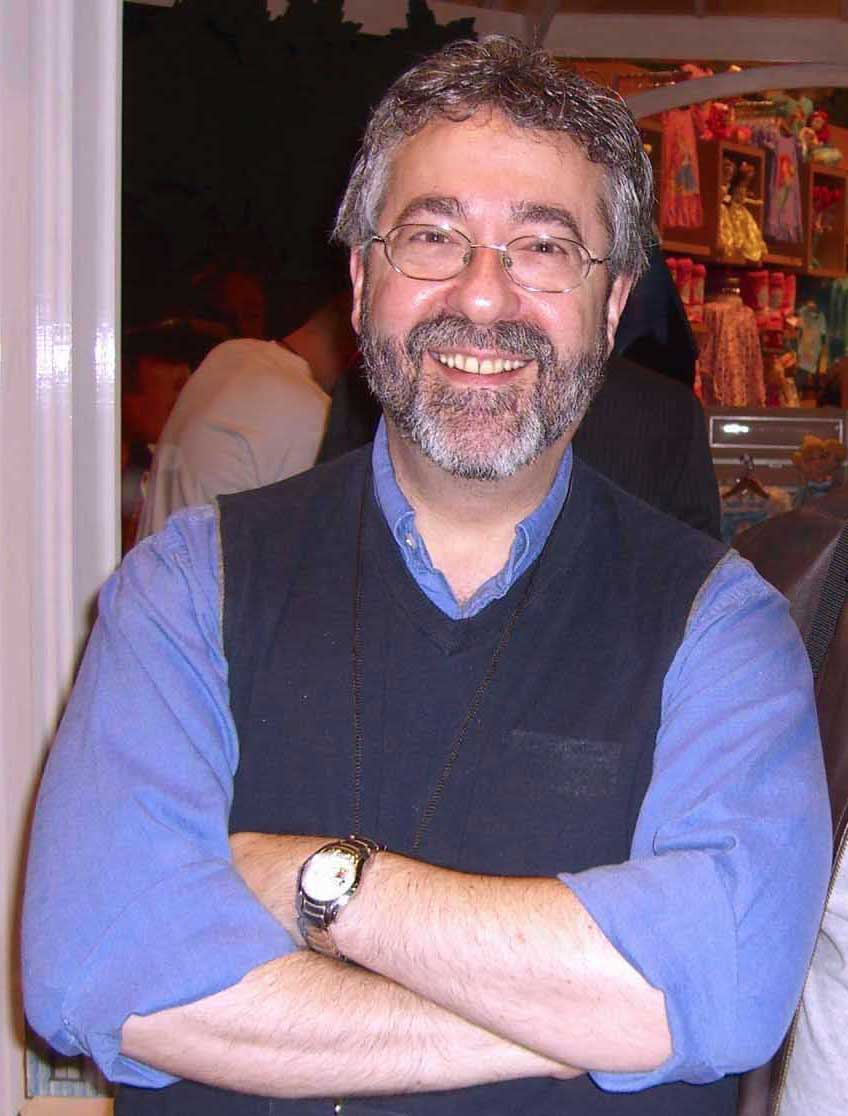
Warren Spector est l'une des figures majeures du genre immersive sim.

Un nombre restreint de studios et de développeurs ont été associés au genre de l'immersive sim, les titres phares émanant principalement de Looking Glass Studios et leurs projets. Ultima Underworld a été créé par Paul Neurath (en) et Doug Church (en) dans leur studio Blue Sky Productions, qu'ils ont apporté à Origin Systems pour l'édition. Warren Spector d'Origin Systems, qui avait travaillé sur Ultima VI, travailla avec enthousiasme avec Blue Sky Studio pour finir le jeu, transformant par l'occasion Blue Sky en Looking Glass, qui créera les jeux System Shock et Thief. Spector rejoindra ensuite Ion Storm et fondera son studio d'Austin au Texas, où sera développée la série Deus Ex. Looking Glass Studios finira par fermer, mais les développeurs formeront leurs propres studios; notamment Ken Levine, qui avait participé au développement de Thief et System Shock 2, qu'il abandonna pour fonder Irrational Games, et créer la série BioShock.
Séparément, Raphaël Colantonio faisait partie de l'équipe assurance qualité soutenant Origin Systems pour Electronic Arts (EA) qui publiait des jeux comme System Shock en Europe. Colantonio quitta EA et finit par fonder Arkane Studios, avec la volonté de donner une suite en immersive sim à la série Ultima Underworld. EA leur ayant refusé la propriété intellectuelle, Arkane produisit à la place Arx Fatalis. Plus tard, Colantonio ramena Harvey Smith, un testeur qualité d'Origin pour System Shock et l'un des développeurs principaux de Ion Storm pour Deus Ex. Par la suite, ils participent au développement de la série Dishonored et à la construction du nouveau Prey sur des fondamentaux de l'immersive sim. Plus récemment, Neurath a fondé le nouveau studio OtherSide Entertainment (en), obtenant les droits pour une suite à Ultima Underworld de la part d'EA, et les droits de la propriété de System Shock détenus par Nightdive Studios qui les avaient acquis de EA. Neurath a fait appel à Spector pour l'aider à créer ces suites.
Dans les immersive sims qui comprennent des codes numériques, plusieurs jeux utilisent le nombre "451" comme partie du premier code que le joueur rencontre. Son origine remonte aux jeux System Shock qui l'utilisent pour les codes de la première porte rencontrée dans le jeu, mais aussi comme référence à Fahrenheit 451. Depuis, sa réutilisation dans les immersive sims est perçue comme « une sorte de signature que les développeurs utilisent pour rendre hommage à Looking Glass », d'après l'ancien développeur de Looking Glass Tim Stellmach. Le nom Looking Glass est parfois incorporé par les développeurs dans les immersive sims pour rappeler l'importance du studio. OtherSide Entertainment tire son nom en référence à Looking Glass, (Looking Glass se traduit par « miroir » en français : on peut facilement déceler la référence à la suite des aventures du personnage d'Alice de Lewis Carroll dans De l'autre côté du miroir). Dans Prey, le joueur interagit fréquemment avec un système d'ordinateur intitulé « Looking Glass ".